# Narasingapuram
Narasingapuram é uma vila no distrito de Vellore, no estado indiano de Tamil Nadu.

## Demografia
Segundo o censo de 2001,  Narasingapuram  tinha uma população de 10,555 habitantes. Os indivíduos do sexo masculino constituem 50% da população e os do sexo feminino 50%. Narasingapuram tem uma taxa de literacia de 76%, superior à média nacional de 59.5%: a literacia no sexo masculino é de 82% e no sexo feminino é de 71%. Em Narasingapuram, 9% da população está abaixo dos 6 anos de idade.